# Gallhätta
Gallhätta (Mycena erubescens) är en svampart som beskrevs av Höhn. 1913. Enligt Catalogue of Life ingår Gallhätta i släktet Mycena,  och familjen Mycenaceae, men enligt Dyntaxa är tillhörigheten istället släktet Mycena,  och familjen Favolaschiaceae. Arten är reproducerande i Sverige. Inga underarter finns listade i Catalogue of Life.